# Jacques-Antoine de Chambarlhac de Laubespin
Jean Chambarlhac, francoski general, * 1754, † 1826.
1. ↑  https://man8rove.com/fr/profile/crbf5a4x-jean-jacques-antoine-de-chambarlhac